# 王鸾 (南燕)
王鸾，五胡十六国南燕官员。
王鸾身长九尺，腰带十围，穿甲上马不要踩马镫。慕容德见他魁伟，赐给他食物，他一顿吃一斛多饭。慕容德震惊，认为他非耕能饱，才貌不凡，堪为贵人。于是任命他为逢陵（今山东淄博市西南）县长。治政修明，大收民望，官至济南（今山东省济南市）尹。